# Kiryat Motzkin
Kiryat Motzkin (tiếng Hebrew: קריית מוצקין, tiếng Ả Rập: كريات موتسكين) là một thành phố Israel. Thành phố thuộc quận Haifa. Thành phố có diện tích 3,778 km2, dân số năm 2009 là 38.000 người.